# 腹囊海龍屬
腹囊海龍屬，為輻鰭魚綱棘背魚目海龍科的其中一屬。

## 下属物种
- 扁吻腹囊海龍（Microphis argulus）
- 刺腹囊海龍（Microphis brachyurus aculeatus）
- 短尾腹囊海龍（Microphis brachyurus brachyurus）：又稱短尾海龍。
- 短背腹囊海龍（Microphis brevidorsalis）
- 尾嵴腹囊海龍（Microphis caudocarinatus）
- 縱紋腹囊海龍（Microphis cruentus）
- 紅尾腹囊海龍（Microphis cuncalus）
- 印度腹囊海龍（Microphis deocata）
- 緬甸腹囊海龍（Microphis dunckeri）
- 河川腹囊海龍（Microphis fluviatilis）
- 安達曼腹囊海龍（Microphis insularis）
- 菲律賓腹囊海龍（Microphis jagorii）
- 無棘腹囊海龍（Microphis leiaspis）：又稱無棘海龍。
- 線紋腹囊海龍（ Microphis lineatus）
- 印尼腹囊海龍（Microphis manadensis）：又稱印尼海龍。
- 多斑腹囊海龍（Microphis millepunctatus）
- 蘇拉威西腹囊海龍（Microphis mento）
- 睛斑腹囊海龍（Microphis ocellatus）
- 湖沼腹囊海龍（Microphis pleurostictus）
- 雷氏腹囊海龍（Microphis retzii）
- 巴布亞淡水腹囊海龍（Microphis spinachioides）